# 阳休之
陽休之（509年—582年），字子烈。北平郡無終縣（今天津市蓟州区）人，北齊学者。
北魏前军将军陽固之子。魏宣武帝永平二年出生，始任州主簿。陽休之隽爽有风概。少年勤学，熱爱文藻，與祖鴻勳有往來。弱冠之年即有声誉。在北魏，历官中书侍郎。北齐天统年间阳休之为吏部尚书。凡所选用，才地俱允。武平六年（575年），任尚书右仆射，不久，又领中书监。官至高阳太守。周武帝平齐，拜上开府，和州刺史。隋文帝開皇二年罢任，卒于洛阳，享年七十四歲。

## 著作
陽休之著有文集三十卷，又撰《幽州古今人物志》三十卷，并行于世。
另編有《陶淵明集》，乃在蕭統八卷本的基礎上，增加了别本的〈五孝傳〉和〈四八目〉（即〈集聖賢群輔錄〉），合序目为十卷本，並撰寫〈陶集序錄〉說明所見文獻的情況。後世流傳的各本陶集大抵以陽休之的十卷本為底本，但《四庫總目提要》指出〈五孝傳〉和〈四八目〉是偽托。
著有韻書《韻略》，已失傳。

## 逸事
陽休之有一段逸話，當他受北齊封爲王時。休之說道：「我既不是奴，也不是獠，為什麼封我爲王？」

## 延伸阅读
[在维基数据编辑]
 《北齊書·卷42》，出自李百药《北齊書》